# Julien Quesne
Julien Quesne (nascido em 16 de agosto de 1980) é um jogador francês de golfe profissional que atualmente joga nos torneios do Circuito Europeu.
Quesne nasceu em Le Mans. Tornou-se profissional em 2003 e começou a competir no Alps Tour. Obteve a vaga na segunda divisão do Challenge Tour em 2005 ao chegar à fase final da qualificação escolar do Circuito Europeu, no final de 2004. Jogou no circuito (tour) desde então, exceto em 2007 quando retornou ao Alps Tour por uma temporada. Naquela temporada, venceu três torneios e liderou a Ordem do Mérito da Alpes Tour. Devido a este feito, retornou ao Challenge Tour para a temporada 2008.
Quesne conseguiu sua primeira vitória no Trophée du Golf de Genève, do Challenge Tour, em 2009, na Suíça, após completar 29 anos. Seu atual treinador é Benoît Ducoulombier.
Quesne venceu seu primeiro evento do Circuito Europeu no Open de Andalucía Costa del Sol, em 2012. Antes da sua vitória, Quesne foi classificado como 322.º do mundo e nunca superou a 16.ª posição no Circuito Europeu. Em setembro de 2013, Quesne reivindicou sua segunda vitória no Circuito Europeu, no Aberto da Itália, ao terminar sua participação com uma tacada à frente de David Higgins e Steve Webster.

## Rio 2016, competição masculina de golfe
No golfe dos Jogos Olímpicos de Verão de 2016, realizados no Rio de Janeiro, Brasil, terminou sua participação na competição de jogo por tacadas individual masculino em quinquagésimo quinto lugar, representando França.

## Vitórias profissionais (8)

### Vitórias no Circuito Europeu (2)

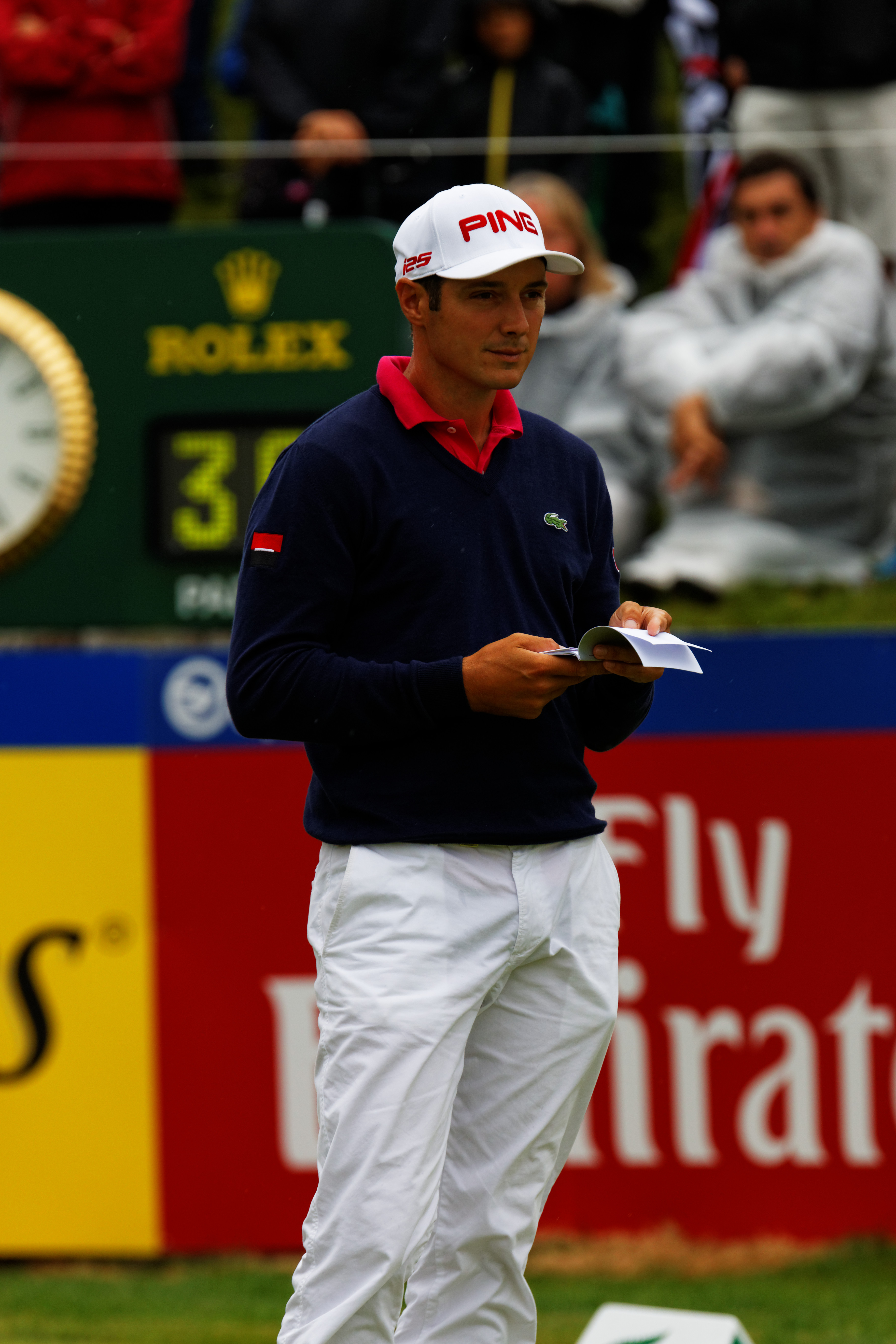
Julien Quesne

| N.º | Data                   | Torneio                         | Pontuação máxima      | Margem de vitória | Vice-campeão(ões)            |
| --- | ---------------------- | ------------------------------- | --------------------- | ----------------- | ---------------------------- |
| 1   | 18 de março de 2012    | Open de Andalucía Costa del Sol | –17 (68-72-67-64=271) | 2 tacadas         | Matteo Manassero             |
| 2   | 22 de setembro de 2013 | Open d'Italia Lindt             | –12 (70-68-71-67=276) | 1 tacada          | David Higgins, Steve Webster |

### Vitórias no Challenge Tour (2)
| N.º | Data                 | Torneio                   | Pontuação máxima      | Margem de vitória | Vice-campeão     |
| --- | -------------------- | ------------------------- | --------------------- | ----------------- | ---------------- |
| 1   | 16 de agosto de 2009 | Trophée du Golf de Genève | –19 (63-69-71-66=269) | 1 tacada          | Edoardo Molinari |
| 2   | 9 de outubro de 2011 | Allianz Golf Open de Lyon | –16 (66-67-67-68=268) | 2 tacadas         | Pierre Relecom   |

### Vitórias no Alps Tour (4)
- 2004: Trophée Maroc Telecom
- 2007: Open International de Normandie, AGF-Allianz Open de Bussy – Trophée Prevens, Open International Stade Français Paris